# 新鬚星衫魚
新鬚星衫魚（学名：Astronesthes neopogon）为輻鰭魚綱巨口鱼目巨口鱼科的其中一種。分布于東大西洋區，從摩洛哥至茅利塔尼亞海域，為深海魚類，體長可達19.2公分。

## 扩展阅读
維基物種上的相關：新鬚星衫魚